# Rhytidophyllum wrightianum
Rhytidophyllum wrightianum är en tvåhjärtbladig växtart som beskrevs av August Heinrich Rudolf Grisebach. Rhytidophyllum wrightianum ingår i släktet Rhytidophyllum och familjen Gesneriaceae. Inga underarter finns listade i Catalogue of Life.